# خديجة هاشم
خديجة هاشم (بالإنجليزية: Khadijah Hashim) (20 أبريل 1942 في ماليزيا)؛ كاتِبة مُتخصِّصة في أدب الأطفال، صحفية وشاعرة ماليزية.